# 30. veljače
30. veljače (30. 2.) po gregorijanskom kalendaru ne postoji.
Ipak se u povijesti pojavljivao čak i 30. veljače.
Do kraja godine ima još 306 dana.
- Švedska (Finska je tada bila dio švedskog kraljevstva) je od 1700. do 1753. godine prelazila s julijanskog na gregorijanski kalendar. Umjesto da naprave tu promjenu odjedanput, oni su niz godina postupno mijenjali kalendar, dok se konačno kalendar nije poklopio s gregorijanskim. Tako su godine 1712. imali i 30. veljače.
- Sovjetski Savez je 1929. uveo revolucionarni kalendar, po kojem su svi mjeseci imali 30 dana (preostalih 6 ili 7 dana bili su bezmjesečni praznici). Tako su Sovjeti 1930. i 1931. godine imali 30. veljače, ali 1932. su se opet vratili gregorijanskom kalendaru, koji se i do tada koristio u svakodnevnom životu.